# Manxús
Els manxús (manxú:ᠮᠠᠨᠵᡠ, Manju; xinès simplificat: 满族; xinès tradicional: 滿族; pinyin: Mǎnzú, mongol: Манж, rus: Маньчжуры; singular: manxú) són un poble tungús originari de Manxúria (avui dia nord-est de la Xina). És una de les 56 nacionalitats reconegudes per la República Popular de la Xina.

## Particularitats

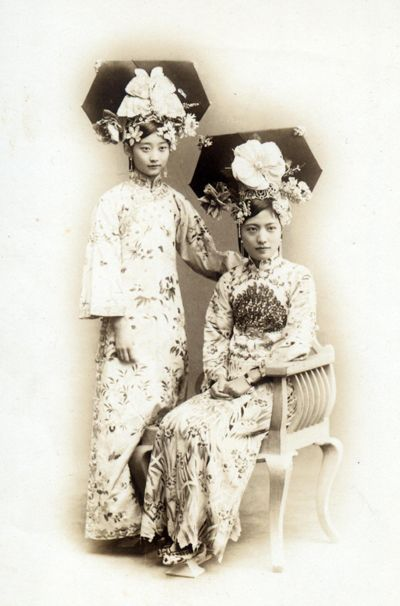
Dames manxús al segle XX

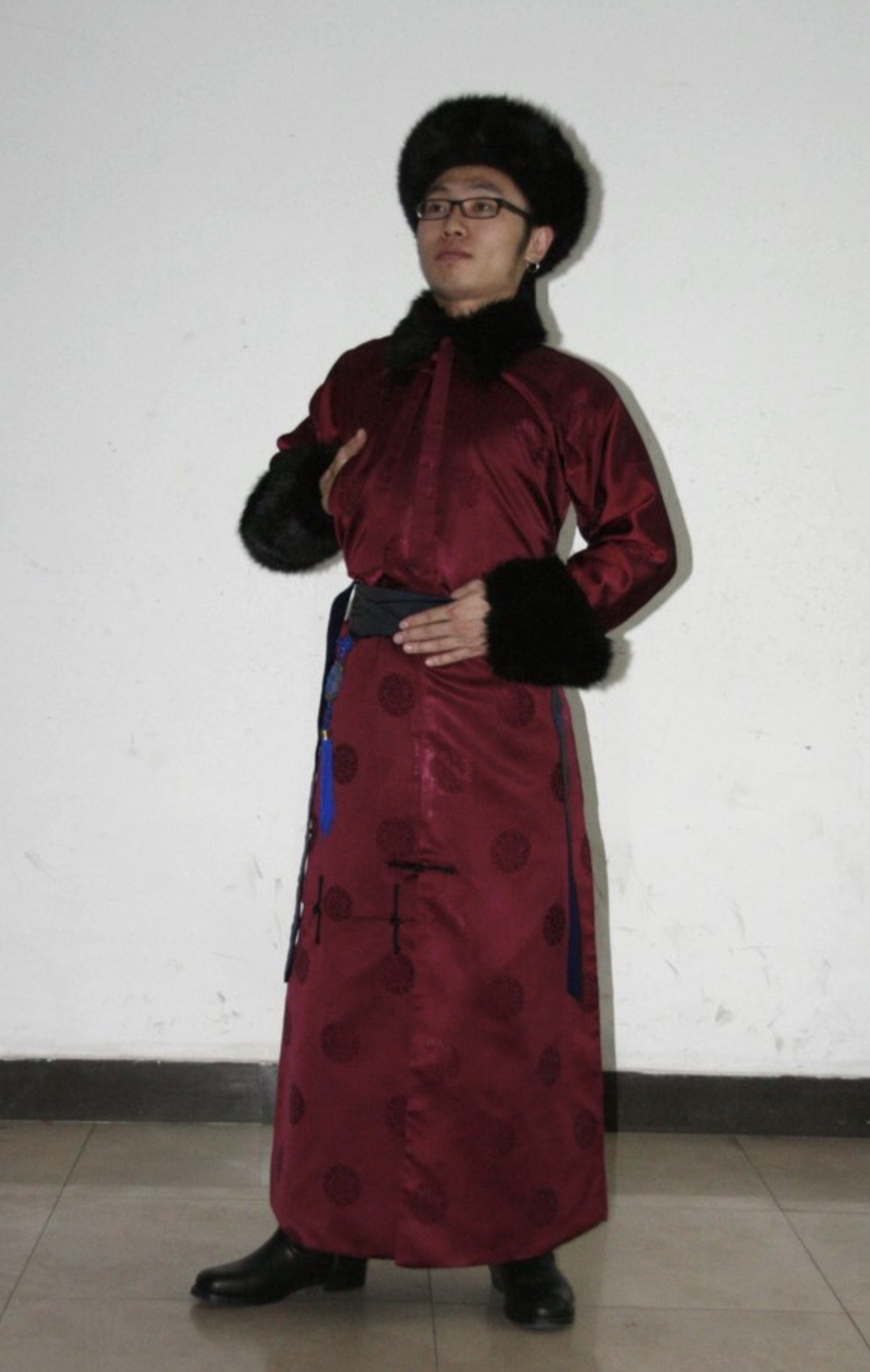
Home manxú modern

La població és al voltant dels 10.600.000 de persones, que es concentren a les províncies de Liaoning (46,2%), Jilin i Heilongjiang. El 1644, les tribus manxús van envair la Xina i, amb l'ajuda de rebels xinesos, van derrocar la dinastia Ming i establir la dinastia Manxú, o Qing, que va governar la Xina fins al 1911, després de la Revolució Xinhai, que va establir un govern republicà.
Fins a finals del segle xviii, els governants manxús van prohibir la immigració xinesa a Manxúria, però, finalment, els colons xinesos van començar a immigrar en gran nombre per treure partit de les riqueses naturals de la regió. Cap a finals del segle xix, els xinesos Han ja eren a prop del 80% de la població.

## Situació actual
Avui dia, l'ètnia manxú ha estat completament assimilada. La seva llengua, el manxú, està gairebé extinta. És parlada només per la gent gran a les àrees rurals remotes de la Xina del nord-est i per uns quants erudits; hi ha uns pocs milers de parlants de xibe, un dialecte manxú parlat a la província de Xinjiang.
Tradicionalment, els manxús practicaven el xamanisme, però avui dia aquestes pràctiques ancestrals han estat substituïdes pel budisme. Tot i així, es conserva el culte dels avantpassats.